# Palatul Administrației Financiare din Arad

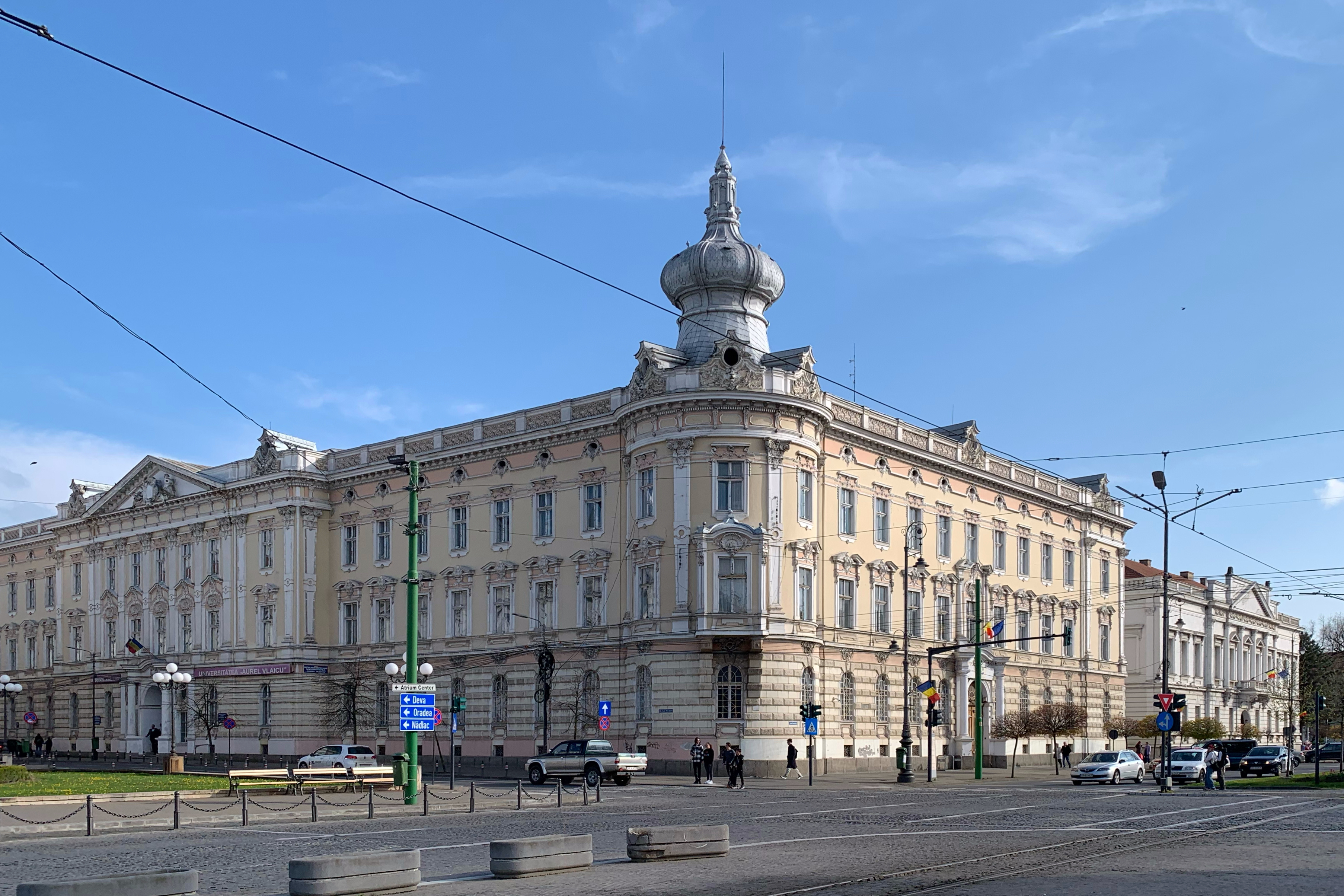
Trezoreria

Palatul Administrației Financiare, cunoscut și ca Trezoreria este un edificiu situat pe Bulevardul Revoluției, municipiul Arad. A fost construit în stil eclectic la sfârșitul secolului XIX pentru trezoreria județului. Este una dintre cele mai frumoase clădiri ale municipiului purtând elemente ale stilului rococo vienez, balconul rotund și turnul dinspre Bulevardul Revoluției oferindu-i o caracteristică specială. 
În această clădire cu trei nivele a funcționat în anii 1950 Facultatea de zootehnică, apoi a devenit Liceu sanitar. Într-o aripă a clădirii își are sediu astăzi trezoreria municipiului. Palatul este declarat monument istoric, cod LMI AR-II-m-B-00549.